# Abarth

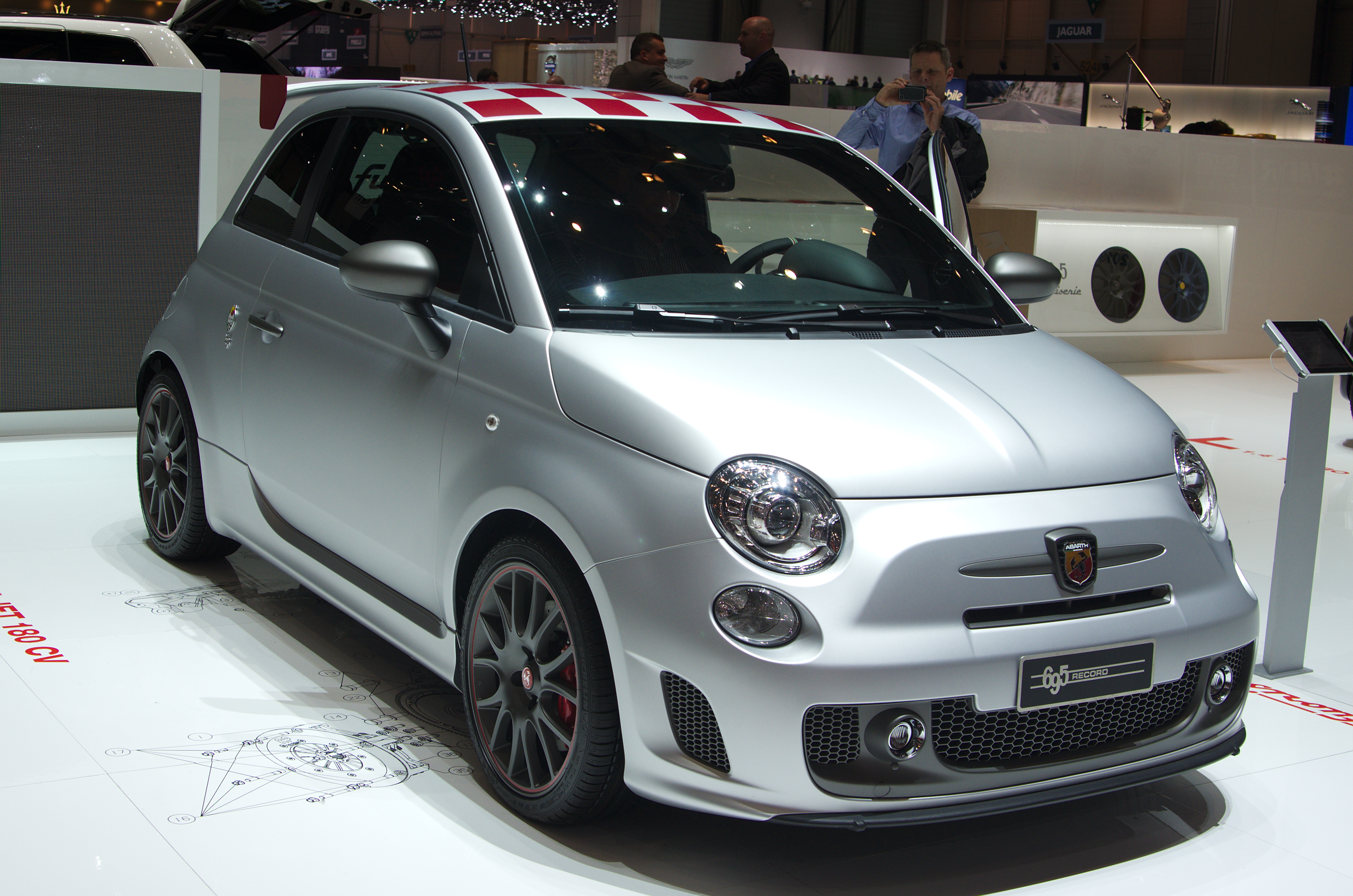
由菲亞特500衍生出的Abarth 695

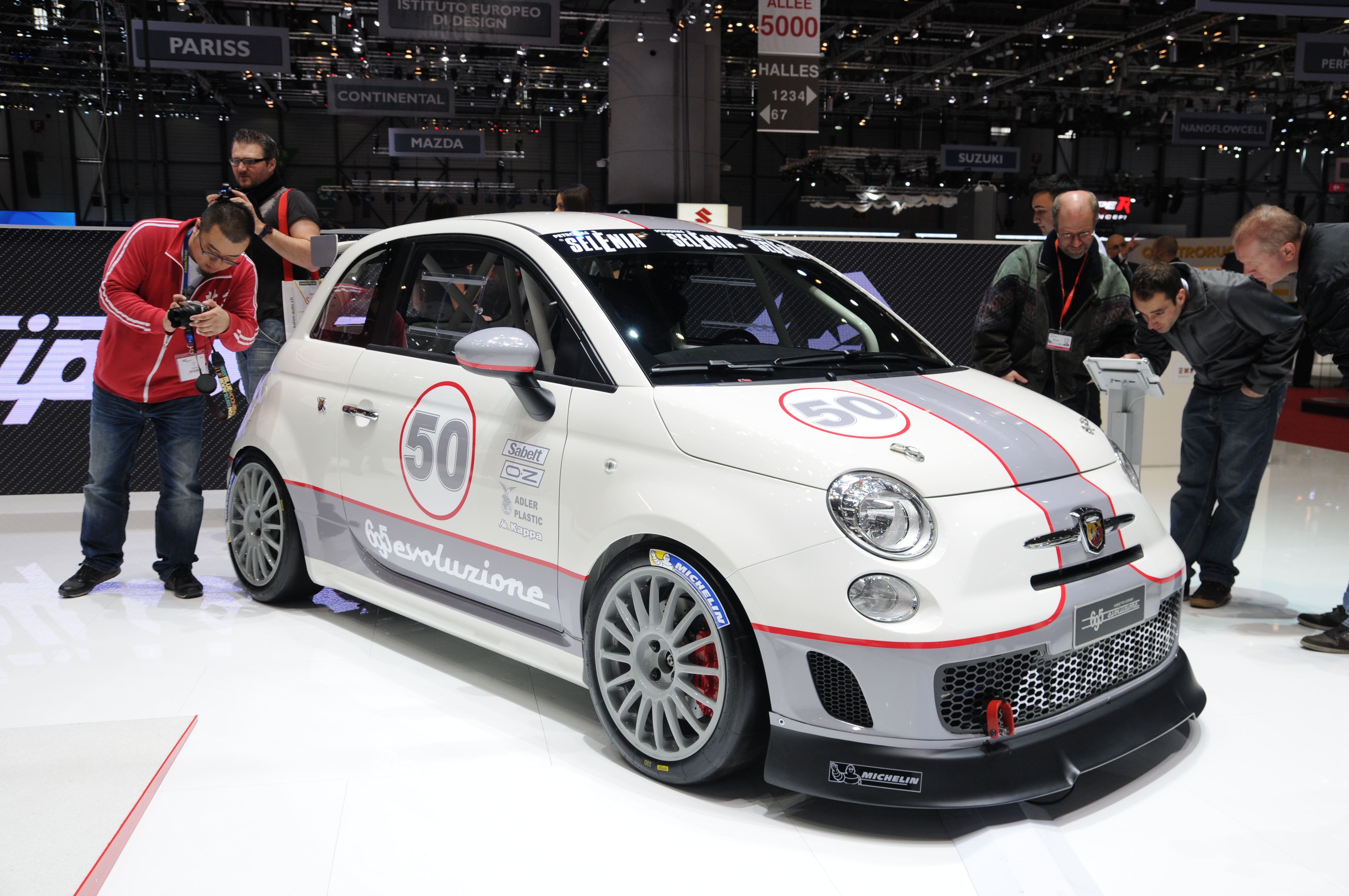
由菲亞特500C衍生出的Abarth 695 Evoluzione

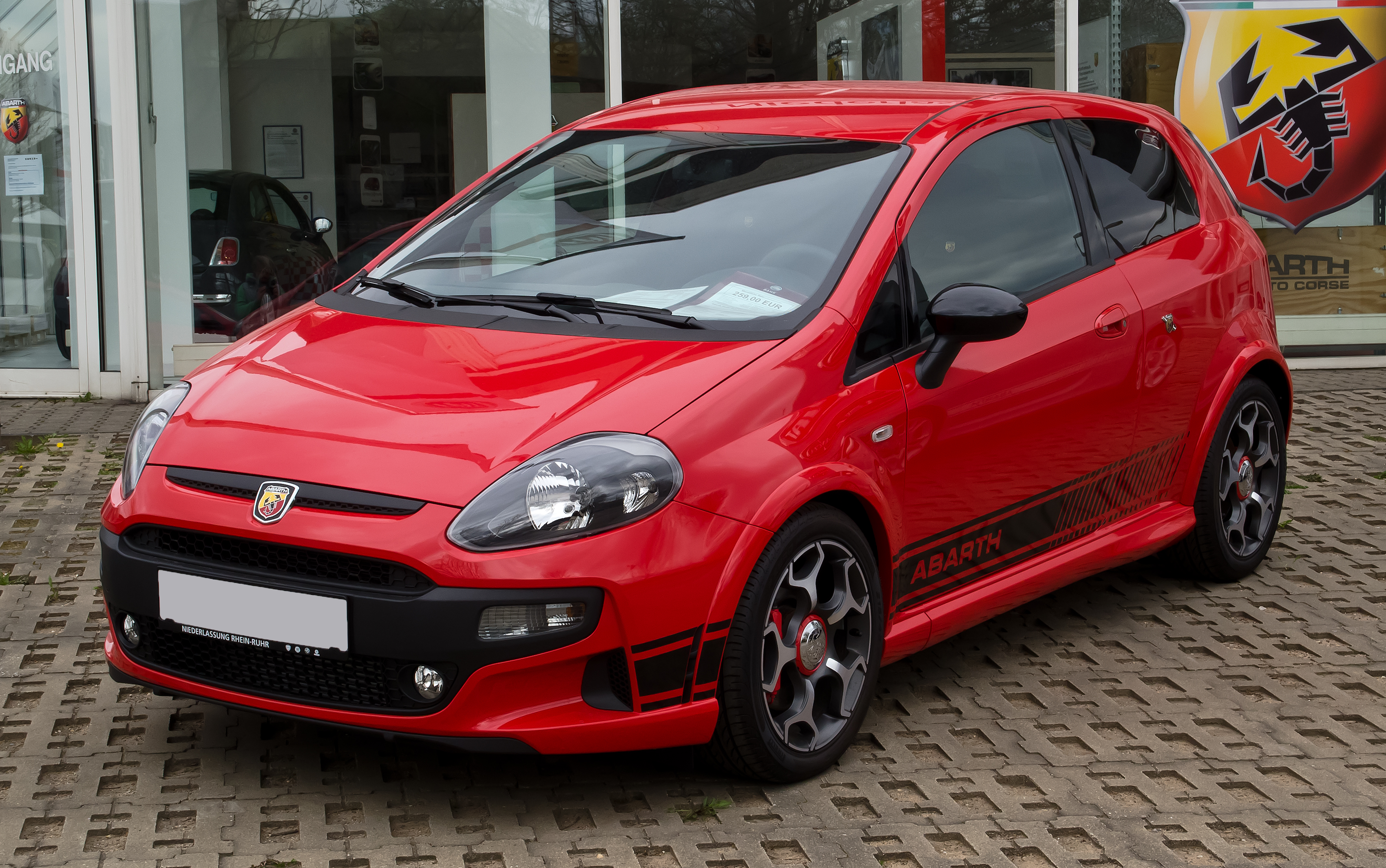
由菲亞特Punto衍生出的Abarth Punto

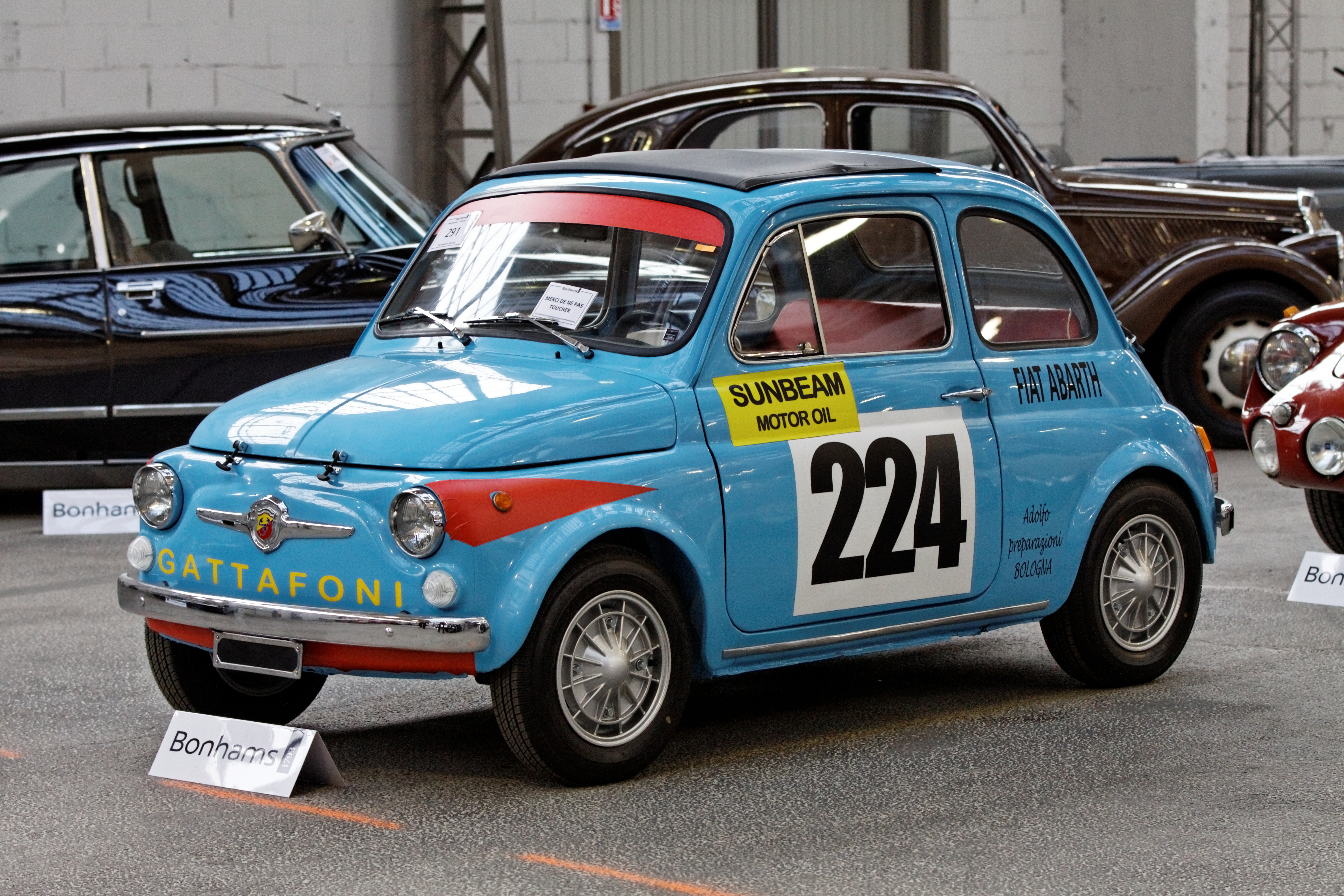
由菲亞特500車型衍生出的Abarth 595

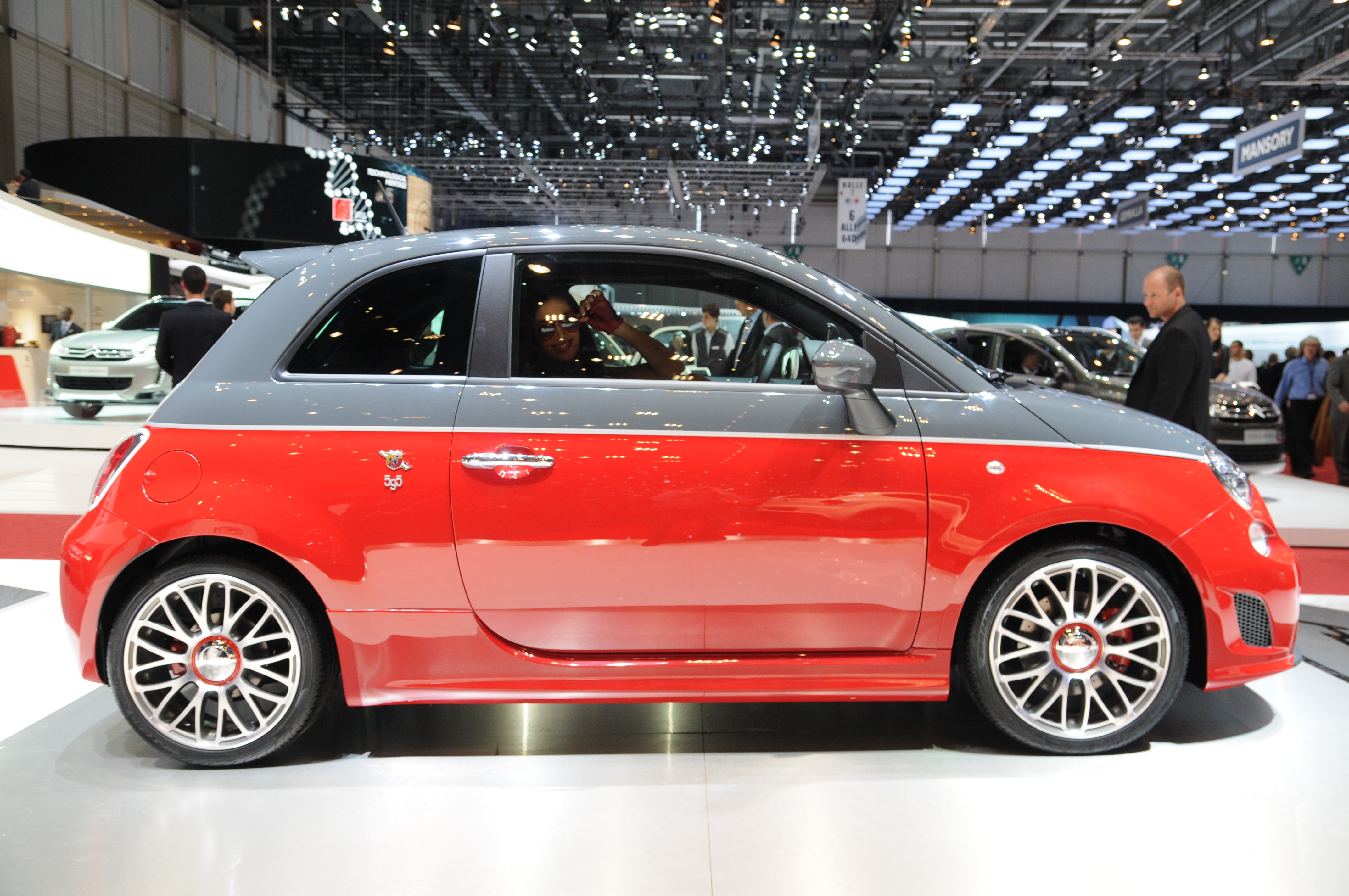
Fiat Abarth 595

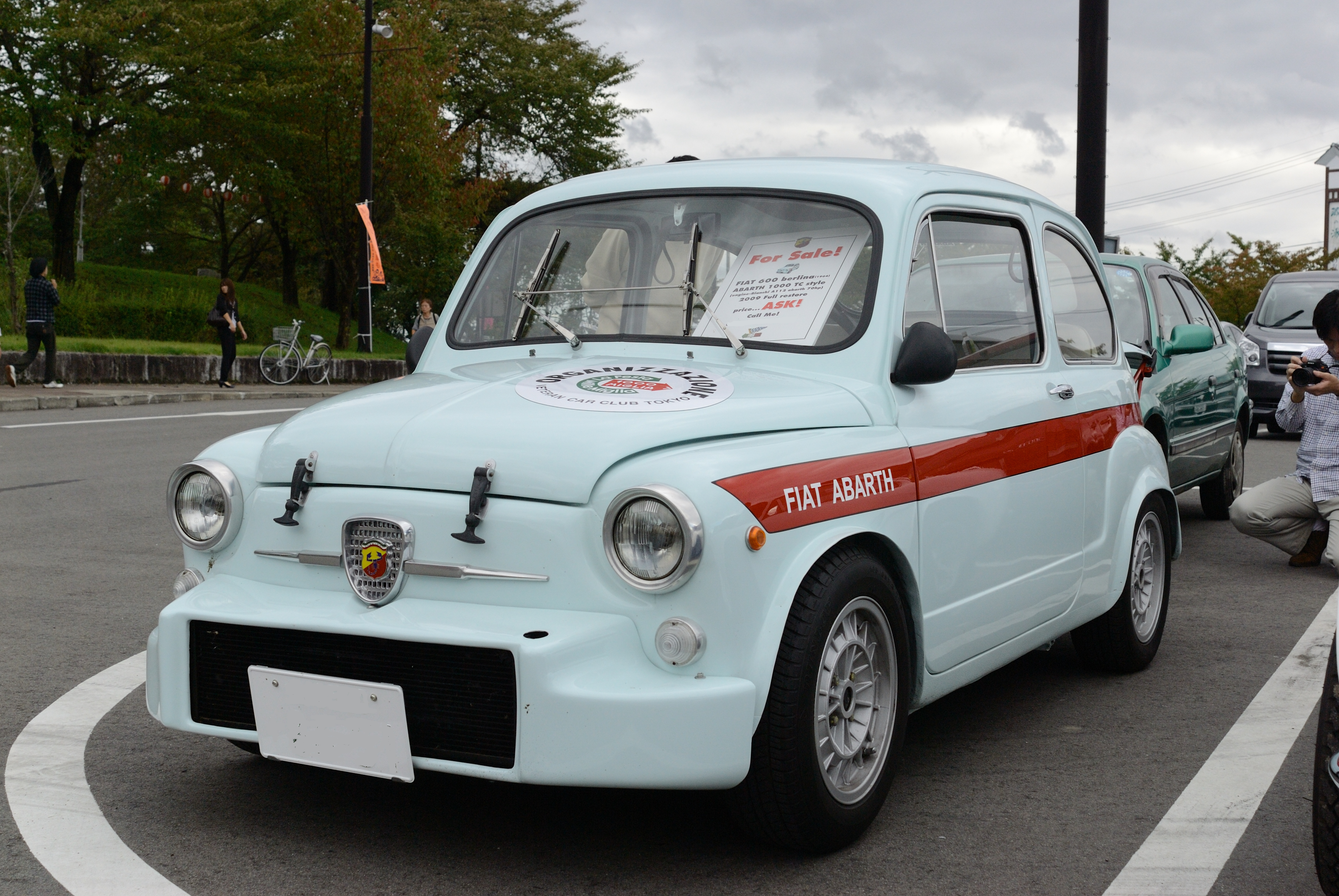
由菲亞特600車型衍生出的Abarth 1000 TC

Abarth & C. Spa是一家位於是義大利都靈的汽車生產公司。標誌由其名字、意大利國旗與在紅與黃色底上的變形蝎子組成的盾形圖樣。Abarth隸屬於斯泰蘭蒂斯子公司菲亞特克萊斯勒，主要作為菲亞特車型的高性能版本的品牌。